# Az Oregoni Állami Egyetem nevezetes munkatársainak listája
Az alábbi listán a Corvallisi Főiskola, az Oregoni Állami Főiskola, illetve az Oregoni Állami Egyetem nevezetes munkatársai (edzői, oktatói és rektorai) szerepelnek.

## Oktatók
- Abram Besicovitch, matematikaoktató[1]
- Alvin O’Konski, képviselő[2]
- Angelicque White, tengerkutató[3]
- Bernadine Strik, kertész[4]
- Bernard Malamud, író[5]
- Brent Dalrymple, az óceántani intézet dékánja[6]
- Conde McCullough, mérnök[7]
- Dana Reason, zongorista[8]
- Douglas Warrick, biofizikus[9]
- Ed McClanahan, író[10]
- Edward Allworth, az alumniszervezet titkára[11]
- Ernest H. Wiegand, a Maraschino-cseresznye kifejlesztője[12]
- Ernest J. Briskey, a mezőgazdasági intézet dékánja[13]
- George Poinar Jr., entomológus[14]
- Heidi Schellman, fizikus[15]
- Ira S. Allison, földrajzoktató[16]
- Jack Corliss, óceántani oktató[17]
- James Cassidy, talajkutató[18]
- James Withycombe, Oregon kormányzója[19]
- Jane Lubchenco, zoológus[20]
- Joel Hedgpeth, tengerbiológus[21]
- John B. Anderson, vendégelőadó[22]
- John R. Dellenback, képviselő[23]
- Joseph Millar, költő[24]
- Katharine Jefferts Schori, episzkopális püspök[25]
- Kelly Benoit-Bird, hidroakusztikai kutató[26]
- Kelly Falkner, az óceántani intézet oktatója[27]
- Linus Pauling, Nobel-díjas vegyészmérnök és békeaktivista[28]
- Lois Sather McGill, az ételtudományi intézet első női oktatója[29]
- Marcus Borg, filozófiaoktató[30]
- Octave Levenspiel, vegyészmérnök[31]
- Roger J. Williams, vegyész[32]
- Sally Hacker, szociológus[33]
- Scott Baker, a Tengeri Emlősök Intézete igazgatója[34]
- Sharyn Clough, filozófiaoktató[35]
- Sigmund Eisner, emeritus professzor[36]
- Ted Lewis, számítástudós[37]
- Tracy Daugherty, író[38]
- William Appleman Williams, történész[39]
- William Luther Pierce, fizikaoktató[40]

### Rektorok
- A. L. Strand (12.)[41]
- Benjamin Lee Arnold (3.)[41]
- Ed Ray (19.)[42]
- F. King Alexander (20.)[41]
- George W. Peavy (9.)[41]
- James H. Jensen (13.)[41]
- John D. Letcher (4.)[41]
- John M. Bloss (5.)[41]
- John V. Byrne (16.)[41]
- Joseph Emery (2.)[41]
- Paul G. Risser (17.)[41]
- Rebecca L. Johnson (21.)[41]
- Robert W. MacVicar (15.)[41]
- Thomas Milton Gatch (7.)[41]
- Timothy P. White (18.)[43]
- William A. Finley (1.)[41]
- William Jasper Kerr (8.)[41]

## Edzők

### Amerikai futball

#### Vezetőedzők
Forrás:
- Allen Steckle
- Craig Fertig
- Dave Kraghtorphe
- Dee Andros
- Dennis Erickson
- Fred Herbold
- Fred Norcross
- George Schildmiller
- Guy Kennedy
- Hiland Orlando Stickney
- Jerry Pettibone
- Joe Avezzano
- Joseph Pipal
- Kip Taylor
- Lon Stiner
- Mike Riley
- Paul Downing
- Paul J. Schissler
- Sam Dolan
- Sol Metzger
- Thomas L. McFadden
- Tommy Code
- Tommy Prothro
- Will Bloss

#### Helyettesek
- Bronco Mendenhall, a BYU Cougars vezetőedzője[45]
- Danny Langsdorf, támadókoordinátor[46]
- Jim Gilstrap, az Ottawa Rough Riders egykori edzője[47]
- John Cooper, az Ohio State Buckeyes egykori helyettese[48]
- Mark Banker, védőkoordinátor[49]
- Rich Brooks, 1996-ban a Home Depot év edzője[50]

### Baseball
- Dan Spencer, edzőhelyettes[51]
- Fielder Jones, a Baltimore Orioles és a Chicago White Sox vezérigazgatója[52]
- Pat Casey, az OSU egykori vezetőedzője[53]
- Ralph Coleman, az OSU egykori vezetőedzője[54]

### Birkózás
- Dale O. Thomas, a National Wrestling Hall of Fame tagja[55]
- Greg Strobel, edzőhelyettes[56]
- Jim Zalesky, az OSU birkózócsapatának vezetőedzője[57]
- Les Gutches, az 1996-os olimpiai csapat tagja[58]
- Randy Couture, harcművész[59]
- Robin Reed, az 1924-es olimpia aranyérmese[60]

### Kosárlabda
- Craig Robinson[61]
- Eddie Payne[62]
- Jay John[63]
- Kevin Mouton[64]
- LaVonda Wagner[65]
- Michael Holton[66]
- Ralph Miller[67]
- Ritchie McKay[68]
- Stevie Thompson[69]

### Több sportág
- E. J. Stewart, amerikai futball, baseball és férfi kosárlabda[70]
- Homer Woodson Hargiss, amerikai futball és férfi kosárlabda[71]
- Red Rutherford, amerikai futball és férfi kosárlabda[72]
- Slats Gill, baseball és kosárlabda[73]

### Egyéb
- Mariusz Podkościelny, női úszás[74]
- Terry Liskevych, női röplabda[75]

## Fordítás
- Ez a szócikk részben vagy egészben  a   List of Oregon State University faculty and staff című angol Wikipédia-szócikk ezen változatának fordításán alapul.  Az eredeti cikk szerkesztőit annak laptörténete sorolja fel. Ez a jelzés csupán a megfogalmazás eredetét és a szerzői jogokat jelzi, nem szolgál a cikkben szereplő információk forrásmegjelöléseként.